# The History and Present State of Electricity

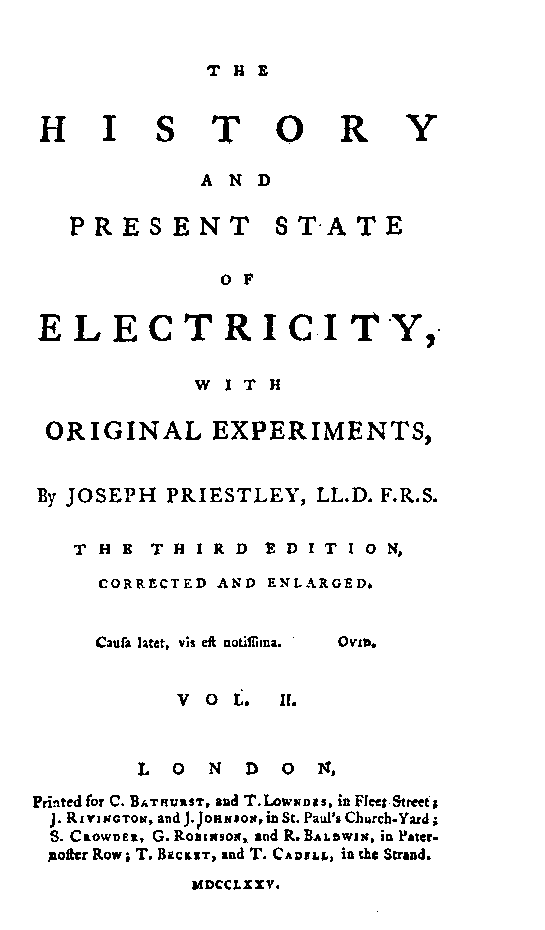
Page de titre de la troisième édition de The History and Present State of Electricity.

The History and Present State of Electricity (traduction française : Histoire de l'électricité par Mathurin-Jacques Brisson), publié en 1767 et rédigé par le polymathe britannique Joseph Priestley, est une vue d'ensemble de l'étude de l'électricité jusqu'en 1766, ainsi qu'une description des expériences réalisées par lui-même en ce domaine.

## Genèse de l'ouvrage
Priestley commence à s'intéresser à l'électricité alors qu'il enseigne à la Warrington Academy et décide d'écrire un ouvrage sur son histoire. Des amis lui présentent les principaux chercheurs de ce domaine en Grande-Bretagne, John Canton, William Watson et un visiteur, Benjamin Franklin, qui encouragent Priestley à réaliser les expériences qu'il veut inclure dans son historique. Tout en répliquant les expériences des autres, Priestley est intrigué par des questions restées sans réponse et entreprend alors ses propres expériences,. 

## Description

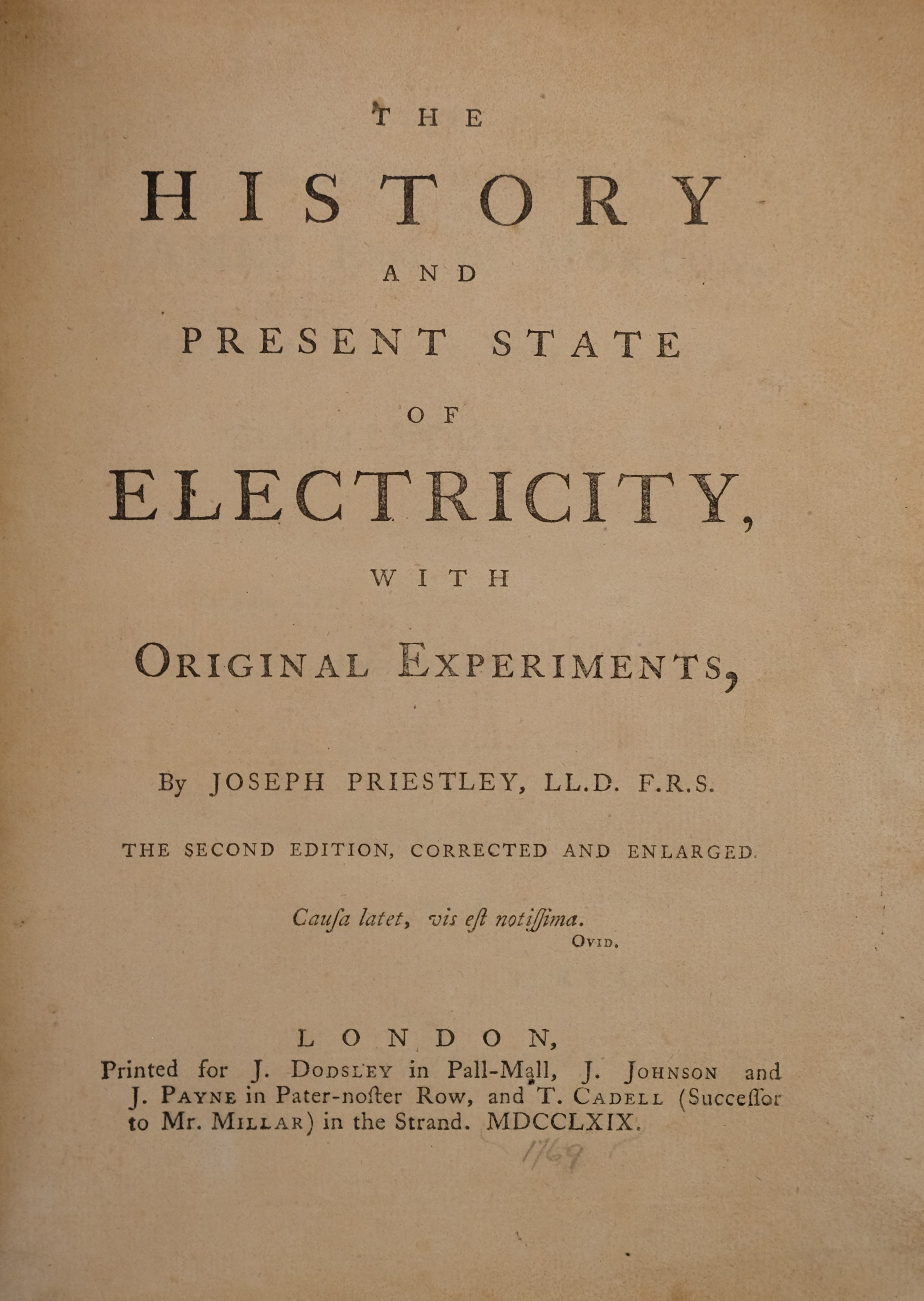
Page de titre de l'édition de 1769.

La première moitié du texte est une histoire de l'étude de l'électricité jusqu'en 1766, la seconde et celle qui aura le plus d'influence est une description des théories contemporaines sur l'électricité ainsi que des suggestions pour de futures recherches. Priestley mentionne certaines de ses propres découvertes dans la deuxième section, telles que la conductivité du charbon de bois et autres substances, ainsi que le continuum entre conducteurs et isolants. Cette découverte bouleverse ce qu'il décrit comme « l'une des premières et plus universelles idées reçues concernant l'électricité », que seule l'eau et les métaux sont conducteurs. Cette expérience et d'autres sur les propriétés électriques des matériaux et sur les effets électriques des transformations chimiques, montre l'intérêt croissant de Priestley sur la relation entre substances chimiques et électricité. Sur la base d'expériences avec des sphères chargées électriquement, Priestley est également le premier à proposer que la force électrique suit une loi en carré inverse, semblable à la loi de Newton sur la gravitation universelle. Cependant, il n'élabore pas la formule elle-même, qui sera énoncée dans les années 1780 par le physicien français Charles Augustin de Coulomb et connue depuis sous le nom de « loi de Coulomb ».

## Analyse
La grande force de Priestley en tant que philosophe naturel est basée sur la qualité plus que sur la quantité de ses recherches. Son étude sur le « courant d'air » entre deux points chargés électriquement, par exemple, sera repris plus tard par Michael Faraday et James Clerk Maxwell lors de leurs recherches sur l'électromagnétisme. Le texte de Priestley devient durant un siècle l'ouvrage de référence sur l'histoire de l'électricité; Alessandro Volta (qui inventa la pile électrique), William Herschel (qui découvrit le rayonnement infrarouge) et Henry Cavendish (qui découvrit l'hydrogène), tous se fient à lui. Priestley écrit aussi une version populaire de son History of Electricity pour le grand public, intitulée A Familiar Introduction to the Study of Electricity en 1768.